# Armilla (dier)
Armilla is een geslacht van tweeslachtige platwormen (Platyhelminthes). De soorten leven in het zoete water van het Baikalmeer.
Het geslacht Armilla wordt tot de familie Dendrocoelidae gerekend.

## Soorten
Deze lijst van 2 stuks is mogelijk niet compleet.
- A. livanovi (Kenk, 1974)
- A. pardalina (Grube, 1872)